# Fattura
La fattura, in diritto commerciale, è un documento fiscale obbligatorio emesso da un soggetto fiscale per comprovare l'avvenuta cessione di beni o prestazione di servizi e il diritto a riscuoterne il prezzo. L'operazione di emissione di una fattura prende il nome di fatturazione.
Il venditore emette una fattura di vendita, formalizzando un credito; viceversa l'acquirente riceve una fattura di acquisto e segna un debito. Con la fattura vengono descritti i beni o servizi e il relativo valore, mentre con la ricevuta si attesta la ricezione di un pagamento. L'intestatario della fattura può essere diverso dal soggetto che paga.

## Contenuto
Solitamente una fattura contiene:
- la parola fattura, o equivalente vocabolo locale (es. invoice in inglese)
- la data di emissione
- un codice identificativo progressivo delle fatture emesse
- dati dell'emittente (nome, indirizzo della sede, identificativi fiscali)
- dati del destinatario (o intestatario) della fattura
- eventuale riferimento all'ordine ricevuto
- la descrizione del prodotto/servizio ceduto (un elenco di voci spesso con prezzi unitari, relative quantità e subtotale)
- l'imponibile e relativa valuta, ossia l'importo totale senza le tasse
- eventuali sconti
- eventuali tasse (IVA, competenze e contributi di legge)
- il totale dato da imponibile più tasse
- il termine di pagamento
- la modalità di pagamento

## La fattura nell'Unione Europea
Nel 2006 l'Unione Europea ha prodotto la Direttiva 2006/112/CE del Consiglio, del 28 novembre 2006, relativa al sistema comune d’imposta sul valore aggiunto. In questa direttiva, nell'articolo 226, si specificano gli elementi minimi di una fattura conforme agli articoli 220 e 221.

## La fattura in Italia

### Contenuto
Gli elementi formali obbligatori della fattura sono:
- Ditta, denominazione o ragione sociale dell'emittente con indicati l'eventuale nome del rappresentante fiscale, l'indirizzo della sede, il numero di partita Iva
- Estremi dell'intestatario della fattura: ente pubblico, impresa, lavoratore autonomo o consumatore che dovrà provvedere al pagamento del corrispettivo entro i termini stabiliti
- la data
- la numerazione progressiva, che può anche non essere annuale[2]
- la descrizione del prodotto/servizio ceduto
- l'imponibile, ossia l'indicazione dell'importo prima dell'applicazione dell'aliquota IVA
- eventuali competenze e contributi di legge
- l'importo dell'IVA in base all'idonea aliquota applicabile al bene oggetto di scambio o eventuale indicazione della legge in base alla quale detto importo non è necessario
- il totale dato da imponibile più IVA
- gli eventuali sconti
- l'eventuale termine di pagamento
- l'eventuale modalità di pagamento

La fattura è inoltre composta di una parte "descrittiva" e di una parte "tabellare".

#### Parte descrittiva
La parte descrittiva contiene:
- I dati identificativi del cedente (indirizzo, partita IVA, nome, cognome, ditta, ecc.)
- Dati identificativi del cessionario (nome o denominazione, indirizzo)
- Data di emissione
- N° di fattura
- Condizioni generali (tipo consegna, tipo imballaggio, tipo pagamento, ecc.)

#### Parte tabellare
La parte tabellare contiene:
- La quantità e la descrizione delle merci o dei servizi
- I codici degli articoli fatturati (prodotti o servizi, elementi identificativi non obbligatori ma spesso utilizzati specie quando si utilizzano applicazioni software gestionali per generare i documenti)
- Il prezzo unitario e l'importo complessivo di ciascun articolo
- Gli sconti mercantili concessi al compratore
- Eventuali spese accessorie a carico del compratore (assicurazione, trasporto, ecc.)
- Base imponibile su cui si calcola l'iva
- Aliquota IVA (4% - 10% - 22%)
- Totale fattura

Inoltre, nella sezione "note" di seguito alla parte tabellare si inseriscono gli elementi utili per l'individuazione precisa dell'oggetto fatturato: matricola o seriale, lotto di produzione, riferimenti ai DDT o altri documenti equivalenti, riferimenti a ordini o contratti, precisazioni temporali o accordi, edizione degli eventuali allegati obbligatori al prodotto (es. manuale d'uso o manutenzione), riferimenti a certificati o relazioni o rapportini di lavoro/intervento, ecc. Essendo una sezione libera si può riportare quanto si considera utile oppure richiesto dal cliente, anche per favorire la rintracciabilità e il riscontro in sede di pagamento. Le applicazioni software gestionali possono inserire i riferimenti di cui sopra, in maniera automatica, riga per riga ovvero in sequenza per ciascun "articolo" fatturato.
La legge prescrive che il bene o il servizio sia identificato in relazione a "natura, qualità e quantità": descrizioni generiche (o assenza di riferimenti precisi e specifici) possono essere oggetto di contestazione da parte degli organi di controllo. Pertanto, soprattutto quando non si utilizzano codici articolo o nei casi dei servizi, le descrizioni/riferimenti nelle fatture devono essere adeguatamente individuate e individuabili.

### Emissione
La fattura è emessa in più copie al fine di permetterne la raccolta negli archivi dei rispettivi attori della transazione (emittente e destinatario); inoltre vi è la possibilità della fatturazione esclusivamente digitale, previa richiesta agli organi competenti.
Essendo un documento fiscale con obbligo di registrazione contabile in bilancio da parte dell'emittente, ha anche l'obbligo di una numerazione progressiva per anno fiscale. La numerazione può essere realizzata su diverse serie, sulla base delle necessità aziendali, ad esempio in caso di più sedi periferiche.
È possibile emettere fatture utilizzando un sistema informatico, provvedendo alla stampa anche presso terzi o utilizzando sistemi di trasmissione telematica. È inoltre consentita l'archiviazione su supporto ottico. Anche con i comuni registratori di cassa, se predisposti, si possono stampare le fatture.
I commercianti al dettaglio, artigiani e assimilati non sono obbligati ad emettere fattura, a meno che non sia il cliente a richiederlo. Ciò deve però accadere non oltre il momento dell'effettuazione dell'operazione, cioè non oltre il momento della consegna o della spedizione dei beni o del pagamento del corrispettivo. In alcuni casi, specie nella GDO, viene rilasciato uno scontrino non fiscale con cui si va a farsi consegnare la fattura.
Non sempre la fattura è rilasciata a fronte del relativo pagamento: ad esempio nel caso di cessioni a titolo gratuito, campionatura o simili. Oppure quando vi sono cessioni o prestazioni continuative a cui segue una fattura riepilogativa. Ma pure se, per qualsiasi motivo, non si è eseguito il pagamento da parte del cliente. In questi casi la fattura (ma non la fattura riepilogativa, che ha una funzione diversa) contiene le esclusioni previste dalle leggi oppure gli estremi convenuti per il pagamento (scadenze) oppure la dicitura "non pagato"; al contrario si appone la dicitura "pagata" o "incasso o pagamento effettuato" o simili.
Alcuni contratti (accordi) prevedono una scansione di fatturazione e pagamenti piuttosto complessa, composta da tranche e scadenze legate a risultati ed eventi specifici dell'ordine o commessa. Non è raro che, in questi casi, si emetta una fattura in anticipo ovvero ancora prima di eseguire materialmente l'oggetto del contratto (esempio: apertura pratica, copertura rischio, impegno all'esclusiva e altre situazioni).

### Registrazione
La registrazione delle fatture ricevute avviene generalmente sul Registro degli acquisti (registro delle fatture di acquisto), mentre le fatture emesse vengono registrate entro 15 giorni sul Registro delle vendite (registro delle fatture emesse).
È possibile emettere delle fatture di rettifica, che fanno riferimento ad un credito invece di un debito. Questi documenti si chiamano note di credito. In generale, le fatture integrative di una fattura già emessa vengono denominate "note di variazione".
Esistono due tipi di fattura: "fattura immediata" e "fattura differita" (utilizzabile solo per la cessione di merci). La fattura immediata deve essere emessa contestualmente alla consegna del bene o erogazione del servizio. La fattura differita deve essere emessa entro il giorno 15 del mese seguente la consegna del prodotto o erogazione del servizio, a meno che un contratto definisca scadenze di fatturazione più articolate. Nei casi di cessione di beni materiali e fatturazione differita, il prodotto dovrà essere stato consegnato utilizzando un documento comprovante la cessione (DDT).

### Fattura e normativa IVA
La fattura deve essere assoggettata alle leggi sull'IVA (principalmente il D.P.R. 633 del 26 ottobre 1972 e successive modificazioni e integrazioni come il D.Lgs. 20 febbraio 2004, n. 52 in attuazione della direttiva 2001/115/CE) per quanto riguarda l'imponibilità e l'eventuale aliquota, o eventualmente la non imponibilità, soprattutto nel caso di esportazioni nella o al di fuori dell'UE.

### Fattura accompagnatoria
La fattura accompagnatoria è una fattura che funge contemporaneamente anche da DDT. In questo modo si esegue una sola operazione per scaricare il magazzino e fatturare, e in più, non si devono stampare due documenti. Praticamente, non serve emettere la fattura successivamente alla consegna del bene (fatturazione differita). La fattura accompagnatoria (la copia che rimane al cedente) va firmata dal ricevente esattamente come i DDT.
La fattura accompagnatoria è diffusa nel commercio, meno nell'artigianato.

### Fattura differita
In molti casi non si emette una fattura per la singola cessione/prestazioni ma si concorda di rilasciare un documento che riassume diverse singole cessioni/prestazioni, con scansione temporale (ad esempio mensile) oppure legata a determinati risultati/fasi previsti in contratto. Questo tipo di fattura (detta differita o riepilogativa) è comoda in quanto riduce gli adempimenti contabili di registrazione. I casi tipici di utilizzo di fattura riepilogativa sono:
- 1) cessioni di beni materiali documentate da DDT;
- 2) somministrazioni documentate da scontrini (ad esempio consumazioni di ristorazione) o buoni pasto;
- 3) esecuzione di commesse le cui scadenze di fatturazione sono articolate e stabilite nel contratto (stati di avanzamento, raggiungimento obiettivi, risultati di progetto, ecc.)
- 4) prestazioni di servizio a carattere continuativo nel tempo (contratto di durata o accordo quadro): ad esempio, la fattura bimensile di un contratto telefonico o di connessione internet, la fattura mensile o trimestrale relativa ad un incarico di consulenza, la fattura mensile emessa da un trasportatore o da uno spedizioniere relative alle prese o consegne effettuate nel periodo.

A parte i primi due casi le cui forme e modalità sono regolamentate per legge, anche gli altri possono prevedere dei documenti extra fiscali come "pezze di appoggio" per emettere la fattura riepilogativa (fatture proforma, rapporti di intervento, riepiloghi di commessa, elenco dettaglio operazioni, ecc.).

### Fattura di acconto
Quando il valore della fornitura è molto elevato, i beni sono fabbricati su ordinazione oppure il venditore intende cautelarsi nei confronti di un nuovo cliente o poco affidabile, il contratto può prevedere il pagamento anticipato di un acconto, cioè da eseguire prima della consegna o spedizione dei beni. Pertanto il venditore deve emettere immediatamente fattura di acconto per l'importo riscosso, che è soggetto ad Iva. A consegna o spedizione eseguita deve emettere un'ulteriore fattura a saldo. La fattura di acconto può contenere anche una descrizione molto semplice senza alcun collegamento con il bene o servizio per cui è stata emessa, questa procedura la rende molto flessibile. Successivamente in seguito all'atto dell'acquisto/cessione reale da parte del cliente verrà fatta fattura definitiva diminuito dell'acconto.

### Particolarità
- Solo in alcuni casi (e, comunque, con complicazioni contabili da parte del venditore in quanto occorre stornare e/o regredire il documento) è possibile avere la fattura dopo l'emissione di scontrino fiscale: è per questo che in diversi punti di vendita vi è un cartello (legittimo) che avvisa di informare alla cassa quando si ha bisogno di fattura al posto del semplice scontrino;
- A volte, da parte dell'esercente, vi è il rifiuto (o cartelli che informano del rifiuto) di rilasciare fattura (al posto dello scontrino) per importi esigui, sotto una determinata cifra: questi rifiuti sono illegittimi in quanto la legge sull'IVA specifica che il venditore è obbligato, su richiesta del compratore, a emettere fattura e non scontrino/ricevuta, senza fare alcun riferimento a importi minimi. Questi rifiuti, da parte dei piccoli punti di vendita, sono associati a costi contabili supplementari per l'emissione di fattura al posto dello scontrino. Mentre è legittimo specificare, preventivamente, un minimo d'ordine di acquisto, non è possibile rifiutarsi di fatturare anche un piccolo importo, se esplicitamente richiesto dal cliente (al posto dello scontrino) una volta che l'acquisto è stato eseguito. In caso di insistenza da parte del venditore è quindi possibile rifiutarsi di pagare e ovviamente, per rimanere nella legalità, richiedere nel contempo l'intervento della Guardia di Finanza. Ad ogni modo, anche comunicazioni preventive all'acquisto (tipo il cartello) sono illegittime in quanto la legge non prevede alcun importo minimo per l'emissione di fattura e impone al fornitore l'obbligo di rilasciare fattura se richiesta esplicitamente dal cliente.
- Le spese di emissione della fattura e dei conseguenti adempimenti e formalità non possono formare oggetto di addebito a qualsiasi titolo. Lo prevede esplicitamente l'art. 21 comma 8 del DPR 633/72. Pertanto, qualsiasi richiesta o imputazione di voce specifica in fattura relative a spese burocratico/amministrative di rilascio sono espressamente vietate e illegittime. Ne consegue che ci si può rifiutare di sostenerle. Ovviamente, il divieto di aggiungere una voce specifica in fattura, di una singola transazione, non significa che il venditore-come succede-non ribalti i suoi costi amministrativi (esattamente come tutti i costi generali e di struttura) sul costo del prodotto e quindi sui prezzi di vendita o di somministrazione.
- La sigla L.c.d.f. sta per "luogo di conservazione degli stampati fiscali" e compare a volte su ricevute e fatture, specie di esercizi pubblici.
- In alcuni casi, la vendita o la somministrazione o l'erogazione è documentata da un documento non fiscale (ad esempio: preconto, comanda, buono di magazzino, preventivo/ordine/conferma[6], ecc.). Seppur poco noto, quando l'esercizio o il libero professionista è in contabilità semplificata, il pagamento elettronico (a fronte di questi documenti) non significa nulla in quanto non vi è obbligo di registrazione contabile della liquidità. I commercianti, quando emettono lo scontrino fiscale, assolvono in automatico l'adempimento; in questi casi però c'è ugualmente evasione se si paga elettronicamente senza scontrino. Solo un documento fiscale, infatti, incide sull'imponibile a meno che vi sia obbligo di registrazione contabile dell'incassato come succede a chi opera in contabilità ordinaria. La transazione di pagamento elettronico (per i lavoratori autonomi che operano in contabilità semplificata) non è oggetto di registrazione contabile, quindi è ininfluente per il calcolo dell'imponibile.

## La fattura elettronica
La fattura elettronica è una fattura in formato digitale. Con l'espressione "fatturazione elettronica" si intende il processo con cui si gestisce emissione, invio, tenuta e conservazione digitale del documento di fatturazione. Tale processo si ispira sostanzialmente a tre principi: dematerializzazione (esclude il formato cartaceo), integrità e collaborazione nella relazione cliente-fornitore.
Introdotta in Italia con la legge finanziaria 2008 nell'ambito delle linee di azione dell'Unione europea («i2010») che incoraggia gli Stati membri a dotarsi di un adeguato quadro normativo, organizzativo e tecnologico per gestire in forma elettronica l'intero ciclo degli acquisti. A partire dal 6 giugno 2014 è obbligatorio fatturare elettronicamente nei confronti delle pubbliche amministrazioni italiane. Dal 01/01/2019 l'obbligo di fattura elettronica è stato esteso ai rapporti B2B e B2C (a parte qualche deroga) tra privati.